# Koopmansfontein
Koopmansfontein is een plaats en spoorwegstation aan de hoofdweg R31 in de provincie Noord-Kaap van Zuid-Afrika. Het ligt 20 kilometer ten noordwesten van Ulco en 115 km ten oosten van Postmasburg.
De plaats is waarschijnlijk vernoemd naar een Griekwa met de naam Koopman die nabij de bron woonde.

## Bron
- (af)  Op Pad in Suid-Afrika, B.P.J. Erasmus. 1995. ISBN 1-86842-026-4